# Slavkov pod Hostýnem
Slavkov pod Hostýnem (jusqu'en 1924 : Slavkov ; en allemand : Slawkow am Hostein) est une commune du district de Kroměříž, dans la région de Zlín, en Tchéquie. Sa population s'élevait à 664 habitants en 2025.

## Géographie
Skaštice se trouve à 22 km au nord-est du centre de Kroměříž, à 18 km au nord de Zlín, à 80 km à l'est-nord-est de Brno et à 246 km à l'est-sud-est de Prague.
La commune est limitée par Bystřice pod Hostýnem à l'ouest et au nord, par Chvalčov à l'est, par Rusava au sud-est et par Brusné au sud.

## Histoire
La première mention écrite de la localité date de 1349.

## Transports
Par la route, Slavkov pod Hostýnem se trouve à 28 km de Bystřice pod Hostýnem, à 27 km de Zlín, à 28 km de Kroměříž, à 89 km de Brno et à 296 km de Prague.

## Source
- (cs) Cet article est partiellement ou en totalité issu de l’article de Wikipédia en tchèque intitulé « Slavkov pod Hostýnem » (voir la liste des auteurs).